# Luis Cristaldo
Luis Héctor Cristaldo (Formosa, 31 augustus 1969) is een voormalig Boliviaans voetballer, die speelde als verdediger en werd geboren in Argentinië. Hij beëindigde zijn actieve loopbaan in 2011 bij de Boliviaanse club The Strongest.

## Clubcarrière
Cristaldo begon zijn professionele loopbaan in 1988 bij Oriente Petrolero en kwam daarnaast uit voor de Boliviaanse clubs The Strongest en Club Bolívar. Ook speelde hij voor het Spaanse Sporting Gijón. Met Club Bolívar won hij driemaal de Boliviaanse landstitel.

## Interlandcarrière
Cristaldo speelde in totaal 93 interlands voor Bolivia in de periode 1989-2005. Onder leiding van bondscoach Jorge Habegger maakte hij als 20-jarige zijn debuut op 10 september 1989 in de WK-kwalificatiewedstrijd in en tegen Peru (1-2), net als verdediger Tito Montaño. Cristaldo nam met Bolivia vijfmaal deel aan de strijd om de Copa América (1993, 1995, 1997, 1999 en 2004). Tevens maakte hij deel uit van de selectie die deelnam aan het WK voetbal 1994 in de Verenigde Staten. Zijn interlandcarrière omspande welgeteld zestien jaar en 29 dagen. Hij is, samen met Marco Sandy, recordinternational van zijn vaderland.
| Interlands van Luis Héctor Cristaldo voor Bolivia | Interlands van Luis Héctor Cristaldo voor Bolivia | Interlands van Luis Héctor Cristaldo voor Bolivia | Interlands van Luis Héctor Cristaldo voor Bolivia | Interlands van Luis Héctor Cristaldo voor Bolivia | Interlands van Luis Héctor Cristaldo voor Bolivia |
| №                                                 | Datum                                             | Wedstrijd                                         | Uitslag                                           | Competitie                                        | Goals                                             |
| Als speler van Oriente Petrolero                  | Als speler van Oriente Petrolero                  | Als speler van Oriente Petrolero                  | Als speler van Oriente Petrolero                  | Als speler van Oriente Petrolero                  | Als speler van Oriente Petrolero                  |
| ------------------------------------------------- | ------------------------------------------------- | ------------------------------------------------- | ------------------------------------------------- | ------------------------------------------------- | ------------------------------------------------- |
| 1                                                 | 10 september 1989                                 | Peru – Bolivia                                    | 1 – 2                                             | WK-kwalificatie                                   |                                                   |
| Als speler van Club Bolívar                       |                                                   |                                                   |                                                   |                                                   |                                                   |
| 2                                                 | 3 maart 1993                                      | Paraguay – Bolivia                                | 1 – 0                                             | Copa Paz del Chaco                                |                                                   |
| 3                                                 | 12 maart 1993                                     | El Salvador – Bolivia                             | 2 – 2                                             | Vriendschappelijk                                 |                                                   |
| 4                                                 | 14 maart 1993                                     | Honduras – Bolivia                                | 0 – 0                                             | Vriendschappelijk                                 |                                                   |
| 5                                                 | 23 maart 1993                                     | Honduras – Bolivia                                | 0 – 0                                             | Vriendschappelijk                                 |                                                   |
| 6                                                 | 31 maart 1993                                     | Chili – Bolivia                                   | 2 – 1                                             | Vriendschappelijk                                 |                                                   |
| 7                                                 | 23 mei 1993                                       | Verenigde Staten – Bolivia                        | 0 – 0                                             | Vriendschappelijk                                 |                                                   |
| 8                                                 | 27 mei 1993                                       | Bolivia – Paraguay                                | 2 – 1                                             | Copa Paz del Chaco                                |                                                   |
| 9                                                 | 20 juni 1993                                      | Colombia – Bolivia                                | 1 – 1                                             | Copa América                                      |                                                   |
| 10                                                | 23 juni 1993                                      | Mexico – Bolivia                                  | 0 – 0                                             | Copa América                                      |                                                   |
| 11                                                | 18 juli 1993                                      | Venezuela – Bolivia                               | 1 – 7                                             | WK-kwalificatie                                   | Goal                                              |
| 12                                                | 25 juli 1993                                      | Bolivia – Brazilië                                | 2 – 0                                             | WK-kwalificatie                                   |                                                   |
| 13                                                | 8 augustus 1993                                   | Bolivia – Uruguay                                 | 3 – 1                                             | WK-kwalificatie                                   |                                                   |
| 14                                                | 15 augustus 1993                                  | Bolivia – Ecuador                                 | 1 – 0                                             | WK-kwalificatie                                   |                                                   |
| 15                                                | 22 augustus 1993                                  | Bolivia – Venezuela                               | 7 – 0                                             | WK-kwalificatie                                   |                                                   |
| 16                                                | 29 augustus 1993                                  | Brazilië – Bolivia                                | 6 – 0                                             | WK-kwalificatie                                   |                                                   |
| 17                                                | 12 september 1993                                 | Uruguay – Bolivia                                 | 2 – 1                                             | WK-kwalificatie                                   |                                                   |
| 18                                                | 19 september 1993                                 | Ecuador – Bolivia                                 | 1 – 1                                             | WK-kwalificatie                                   |                                                   |
| 19                                                | 18 februari 1994                                  | Verenigde Staten – Bolivia                        | 1 – 1                                             | Joe Robbie Cup                                    |                                                   |
| 20                                                | 20 februari 1994                                  | Colombia – Bolivia                                | 2 – 0                                             | Joe Robbie Cup                                    |                                                   |
| 21                                                | 26 maart 1994                                     | Verenigde Staten – Bolivia                        | 2 – 2                                             | Vriendschappelijk                                 |                                                   |
| 22                                                | 7 april 1994                                      | Colombia – Bolivia                                | 0 – 1                                             | Vriendschappelijk                                 |                                                   |
| 23                                                | 20 april 1994                                     | Roemenië – Bolivia                                | 3 – 0                                             | Vriendschappelijk                                 |                                                   |
| 24                                                | 11 mei 1994                                       | Kameroen – Bolivia                                | 1 – 1                                             | Vriendschappelijk                                 |                                                   |
| 25                                                | 13 mei 1994                                       | Griekenland – Bolivia                             | 0 – 0                                             | Vriendschappelijk                                 |                                                   |
| 26                                                | 19 mei 1994                                       | IJsland – Bolivia                                 | 1 – 0                                             | Vriendschappelijk                                 |                                                   |
| 27                                                | 24 mei 1994                                       | Ierland – Bolivia                                 | 1 – 0                                             | Vriendschappelijk                                 |                                                   |
| 28                                                | 8 juni 1994                                       | Bolivia – Peru                                    | 0 – 0                                             | Vriendschappelijk                                 |                                                   |
| 29                                                | 11 juni 1994                                      | Bolivia – Zwitserland                             | 0 – 0                                             | Vriendschappelijk                                 |                                                   |
| 30                                                | 17 juni 1994                                      | Duitsland – Bolivia                               | 1 – 0                                             | WK-eindronde                                      |                                                   |
| 31                                                | 23 juni 1994                                      | Zuid-Korea – Bolivia                              | 0 – 0                                             | WK-eindronde                                      |                                                   |
| 32                                                | 3 april 1995                                      | Bolivia – Venezuela                               | 0 – 0                                             | Vriendschappelijk                                 |                                                   |
| 33                                                | 14 mei 1995                                       | Bolivia – Paraguay                                | 1 – 1                                             | Vriendschappelijk                                 |                                                   |
| 34                                                | 9 juni 1995                                       | Paraguay – Bolivia                                | 0 – 0                                             | Vriendschappelijk                                 |                                                   |
| 35                                                | 18 juni 1995                                      | Venezuela – Bolivia                               | 1 – 3                                             | Vriendschappelijk                                 | Goal                                              |
| 36                                                | 1 juli 1995                                       | Peru – Bolivia                                    | 4 – 1                                             | Vriendschappelijk                                 |                                                   |
| 37                                                | 8 juli 1995                                       | Argentinië – Bolivia                              | 2 – 1                                             | Copa América                                      |                                                   |
| 38                                                | 11 juli 1995                                      | Verenigde Staten – Bolivia                        | 0 – 1                                             | Copa América                                      |                                                   |
| 39                                                | 14 juli 1995                                      | Chili – Bolivia                                   | 2 – 2                                             | Copa América                                      |                                                   |
| 40                                                | 16 juli 1995                                      | Uruguay – Bolivia                                 | 2 – 1                                             | Copa América                                      |                                                   |
| 41                                                | 25 oktober 1995                                   | Bolivia – Ecuador                                 | 2 – 2                                             | Vriendschappelijk                                 |                                                   |
| 42                                                | 30 januari 1996                                   | Bolivia – Slowakije                               | 2 – 0                                             | Vriendschappelijk                                 |                                                   |
| 43                                                | 4 februari 1996                                   | Bolivia – Chili                                   | 1 – 1                                             | Vriendschappelijk                                 |                                                   |
| 44                                                | 11 februari 1996                                  | Peru – Bolivia                                    | 1 – 3                                             | Vriendschappelijk                                 |                                                   |
| 45                                                | 28 maart 1996                                     | Colombia – Bolivia                                | 4 – 1                                             | Vriendschappelijk                                 |                                                   |
| 46                                                | 5 mei 1996                                        | El Salvador – Bolivia                             | 1 – 1                                             | Vriendschappelijk                                 |                                                   |
| 47                                                | 26 mei 1996                                       | Chili – Bolivia                                   | 2 – 0                                             | Vriendschappelijk                                 |                                                   |
| 48                                                | 8 juni 1996                                       | Mexico – Bolivia                                  | 1 – 0                                             | US Cup                                            |                                                   |
| 49                                                | 15 juni 1996                                      | Ierland – Bolivia                                 | 3 – 0                                             | US Cup                                            |                                                   |
| 50                                                | 7 juli 1996                                       | Bolivia – Venezuela                               | 6 – 1                                             | WK-kwalificatie                                   |                                                   |
| 51                                                | 26 juli 1996                                      | Paraguay – Bolivia                                | 2 – 0                                             | Vriendschappelijk                                 |                                                   |
| 52                                                | 8 oktober 1996                                    | Uruguay – Bolivia                                 | 1 – 0                                             | WK-kwalificatie                                   |                                                   |
| 53                                                | 10 november 1996                                  | Bolivia – Colombia                                | 2 – 2                                             | WK-kwalificatie                                   |                                                   |
| 54                                                | 12 januari 1997                                   | Bolivia – Ecuador                                 | 2 – 0                                             | WK-kwalificatie                                   |                                                   |
| 55                                                | 2 februari 1997                                   | Bolivia – Slowakije                               | 0 – 1                                             | Vriendschappelijk                                 |                                                   |
| 56                                                | 12 februari 1997                                  | Bolivia – Chili                                   | 1 – 1                                             | WK-kwalificatie                                   |                                                   |
| 57                                                | 8 juni 1997                                       | Venezuela – Bolivia                               | 1 – 1                                             | WK-kwalificatie                                   |                                                   |
| 58                                                | 12 juni 1997                                      | Bolivia – Venezuela                               | 1 – 1                                             | Copa América                                      |                                                   |
| 59                                                | 15 juni 1997                                      | Bolivia – Peru                                    | 2 – 0                                             | Copa América                                      |                                                   |
| 60                                                | 18 juni 1997                                      | Bolivia – Uruguay                                 | 1 – 0                                             | Copa América                                      |                                                   |
| 61                                                | 21 juni 1997                                      | Bolivia – Colombia                                | 2 – 1                                             | Copa América                                      |                                                   |
| 62                                                | 25 juni 1997                                      | Bolivia – Mexico                                  | 3 – 1                                             | Copa América                                      |                                                   |
| 63                                                | 29 juni 1997                                      | Bolivia – Brazilië                                | 1 – 3                                             | Copa América                                      |                                                   |
| 64                                                | 6 juli 1997                                       | Peru – Bolivia                                    | 2 – 1                                             | WK-kwalificatie                                   | Goal                                              |
| 65                                                | 20 juli 1997                                      | Bolivia – Uruguay                                 | 1 – 0                                             | WK-kwalificatie                                   |                                                   |
| 66                                                | 20 augustus 1997                                  | Colombia – Bolivia                                | 3 – 0                                             | WK-kwalificatie                                   |                                                   |
| 67                                                | 12 oktober 1997                                   | Ecuador – Bolivia                                 | 1 – 0                                             | WK-kwalificatie                                   |                                                   |
| 68                                                | 16 november 1997                                  | Chili – Bolivia                                   | 3 – 0                                             | WK-kwalificatie                                   |                                                   |
| Als speler van Sporting Gijón                     |                                                   |                                                   |                                                   |                                                   |                                                   |
| 69                                                | 11 maart 1999                                     | Mexico – Bolivia                                  | 2 – 1                                             | US Cup                                            |                                                   |
| 70                                                | 13 maart 1999                                     | Guatemala – Bolivia                               | 2 – 1                                             | US Cup                                            |                                                   |
| 71                                                | 28 april 1999                                     | Bolivia – Chili                                   | 1 – 1                                             | Vriendschappelijk                                 |                                                   |
| 72                                                | 29 juni 1999                                      | Paraguay – Bolivia                                | 0 – 0                                             | Copa América                                      |                                                   |
| 73                                                | 2 juli 1999                                       | Peru – Bolivia                                    | 1 – 0                                             | Copa América                                      |                                                   |
| 74                                                | 5 juli 1999                                       | Bolivia – Japan                                   | 1 – 1                                             | Copa América                                      |                                                   |
| 75                                                | 29 juli 1999                                      | Bolivia – Mexico                                  | 0 – 1                                             | FIFA Confederations Cup                           |                                                   |
| Als speler van Cerro Porteño                      |                                                   |                                                   |                                                   |                                                   |                                                   |
| 76                                                | 29 maart 2000                                     | Uruguay – Bolivia                                 | 1 – 0                                             | WK-kwalificatie                                   |                                                   |
| 77                                                | 26 april 2000                                     | Bolivia – Colombia                                | 1 – 1                                             | WK-kwalificatie                                   |                                                   |
| 78                                                | 4 juni 2000                                       | Argentinië – Bolivia                              | 1 – 0                                             | WK-kwalificatie                                   |                                                   |
| 79                                                | 14 juni 2000                                      | Slowakije – Bolivia                               | 0 – 2                                             | Kirin Cup                                         |                                                   |
| 80                                                | 28 juni 2000                                      | Venezuela – Bolivia                               | 4 – 2                                             | WK-kwalificatie                                   |                                                   |
| 81                                                | 3 september 2000                                  | Brazilië – Bolivia                                | 5 – 0                                             | WK-kwalificatie                                   |                                                   |
| Als speler van The Strongest                      |                                                   |                                                   |                                                   |                                                   |                                                   |
| 82                                                | 31 augustus 2003                                  | Bolivia – Panama                                  | 3 – 0                                             | Vriendschappelijk                                 |                                                   |
| 83                                                | 6 september 2003                                  | Uruguay – Bolivia                                 | 5 – 0                                             | WK-kwalificatie                                   |                                                   |
| 84                                                | 10 september 2003                                 | Bolivia – Colombia                                | 4 – 0                                             | WK-kwalificatie                                   |                                                   |
| 85                                                | 1 juni 2004                                       | Bolivia – Paraguay                                | 2 – 1                                             | WK-kwalificatie                                   | Goal                                              |
| 86                                                | 6 juli 2004                                       | Peru – Bolivia                                    | 2 – 2                                             | Copa América                                      |                                                   |
| 87                                                | 9 juli 2004                                       | Colombia – Bolivia                                | 1 – 0                                             | Copa América                                      |                                                   |
| 88                                                | 5 september 2004                                  | Brazilië – Bolivia                                | 3 – 1                                             | WK-kwalificatie                                   | Goal                                              |
| 89                                                | 9 oktober 2004                                    | Bolivia – Peru                                    | 1 – 0                                             | WK-kwalificatie                                   |                                                   |
| 90                                                | 12 oktober 2004                                   | Bolivia – Uruguay                                 | 0 – 0                                             | WK-kwalificatie                                   |                                                   |
| 91                                                | 13 november 2004                                  | Guatemala – Bolivia                               | 1 – 0                                             | Vriendschappelijk                                 |                                                   |
| 92                                                | 17 november 2004                                  | Colombia – Bolivia                                | 1 – 0                                             | WK-kwalificatie                                   |                                                   |
| 93                                                | 9 oktober 2005                                    | Bolivia – Brazilië                                | 1 – 1                                             | WK-kwalificatie                                   |                                                   |

## Erelijst
Oriente Petrolero
- Liga de Fútbol

1990
 Club Bolívar
- Liga de Fútbol

1994, 1996, 1997
 The Strongest
- Liga de Fútbol

2003 (A), 2003 (C), 2004 (C)